# Svatý Jan nad Malší
Svatý Jan nad Malší è un comune della Repubblica Ceca facente parte del distretto di České Budějovice, in Boemia Meridionale.